# Kurt Feuerriegel
Kurt Feuerriegel (* 6. Januar 1880 in Meißen; † 16. Juni 1961 in Frohburg) war ein deutscher Keramiker, einer der bedeutendsten Kunstkeramiker des 20. Jahrhunderts in Sachsen.

## Leben und Werk
Feuerriegel studierte bei Karl Groß an der Königlich Sächsischen Kunstgewerbeschule in Dresden. 1906 errang er in Dresden auf der 3. Kunstgewerbeschau eine Silberne Medaille. Er erhielt von der sächsischen Regierung den Auftrag, die Töpferei im Kohrener Land zu beleben. 1910 kaufte er in Frohburg eine alte Töpferei und schuf die Werkstätte Sächsischer Kunsttöpfereien Kurt Feuerriegel. Das Adressbuch verzeichnete ihn u. a. 1911 und 1925 als Bildhauer in der Töpfergasse 337. Feuerriegel hat in der Region zahlreiche Spuren hinterlassen. Am bekanntesten sind der Töpferbrunnen auf dem Marktplatz in Kohren-Sahlis und das Töpfermädchen in Frohburg, die Uhr im Lesesaal der Deutschen Bücherei in Leipzig und die Bauplastiken im Agricola-Gymnasium in  Chemnitz. Aber auch in anderen Orten findet man Spuren seines künstlerischen Schaffens. Im Museum der Stadt Frohburg wird eine umfangreiche Sammlung seiner Arbeiten gezeigt.

## Museen und öffentliche Sammlungen mit Keramiken Feuerriegels (unvollständig)
- Berlin: Keramik-Museum Berlin
- Dresden: Museum für Sächsische Volkskunst[2]
- Dresden: Kunstgewerbemuseum[2]
- Frohburg: Museum Schloss Frohburg[3]
- Gnandstein: Museum Burg Gnandstein
- Kohren-Sahlis: Töpfermuseum[4]

## Auszeichnungen
- 1906: Silberne Medaille auf der Dritten Deutschen Kunstgewerbeausstellung in Dresden[5]
- 1910: Goldmedaille auf der Weltausstellung in Brüssel
- 1913: Goldmedaille auf der Baufachausstellung in Leipzig

- 1919: Geldprämie bei dem vom Akademischen Rat zu Dresden organisierten Wettbewerb für Erinnerungstafeln für im Krieg Gefallene

## Beispiele seiner Plastiken
| Töpfermädchen am alten Sportplatz in Frohburg | Relief an der ehemaligen Buchdruckerei in Frohburg | 2 Reliefs am Bahnhof in Frohburg | 2 Reliefs am Bahnhof in Frohburg | Relief im Kinderheim in Borna |
| --------------------------------------------- | -------------------------------------------------- | -------------------------------- | -------------------------------- | ----------------------------- |
|                                               |                                                    |                                  |                                  |                               |

| Töpferbrunnen auf dem Marktplatz in Kohren-Sahlis | Töpferbrunnen auf dem Marktplatz in Kohren-Sahlis | Töpferbrunnen auf dem Marktplatz in Kohren-Sahlis |
| ------------------------------------------------- | ------------------------------------------------- | ------------------------------------------------- |
|                                                   |                                                   |                                                   |

Im Gasthof Schützenhaus Frohburg gibt es das Feuerriegelzimmer, wobei neben vielen kleinen Plastiken auch ein großer Keramikofen von Kurt Feuerriegel zu sehen ist.

## Ausstellungen (unvollständig)
- 1946: Borna, Aula der Oberschule, 1. Kunstausstellung Landkreis Borna[6]

### Postum
- 1992: Pillnitz, Schloss Pillnitz

- 2020: Gedenkausstellung zum 140. Geburtstag, Kreismuseum Grimma[7]